# サイトライセンス
サイトライセンス (英: site license)は、ユーザーが特定のサイト（施設）や組織全体などで、複数のユーザーやコンピューターが同時にソフトウェアやサービスを利用できるようにするソフトウェアライセンスの形態のこと。組織・団体向けに複数のライセンスを付与するボリュームライセンスの一種。 ライセンスのプランや支払金額によって、ライセンスは無制限の場合もあれば、ユーザーの同時アクセス数を制限する場合もある。後者はコンカレントサイトライセンスと呼ばれる。 

## メインフレーム時代
「サイト」という用語は、必ずしも物理的な施設や地理的な場所を指すわけではなく、ユーザーのアクセス権の制限を定義するためだけのものである。 この用語は、特定のサイトに限定されたメインフレームが使用されていた1950年代に遡る。メインフレームが衰退した現在では、当初の意味でのサイトライセンスは製造業などの一部の業種以外では稀となった。 
サイトライセンスは、個別（シングルシート）ライセンスと区別するためマルチシートライセンスと呼ばれることもあった。この使用法は、メインフレームのマルチシート構成という用語と類似しており、それぞれがインスタンス（1つの端末またはアプリケーションの1つのコピー）の前に座っている複数のユーザーの同じ比喩的なアナロジーとなっていた。サイトライセンスのライセンス費用は、設置された座席あたりの費用で考えたときに、個別のライセンスよりも有利に設定される。
サイトライセンスは費用以外にも利便性がある。一部のソフトウェアベンダーは、コンピューターごとに1枚のフロッピーに制限していた。この概念をニューヨークタイムズ紙は「利用する時間帯が異なっていても2人が同じ本を使用できないという出版社と同じ」と説明した。 不便な点としてはコピー防止機能があったが、これはcripplewareとして推奨されなくなった。 

## ボリュームライセンスの一形態
現在では、サイトライセンスは、組織・団体が複数のソフトウェアライセンスを利用するボリュームライセンスの一形態としての意味で利用される。サイトライセンスは企業や大学などの大規模な機関が、ソフトウェアを一括購入することで、割引価格でソフトウェアを利用するための取引である。 たとえば、マイクロソフトではEnterprise Agreementがサイトライセンスにあたる契約で、ボリュームライセンスの一種である。